# Арбо, Нолан
Нолан Арбо (англ. Noland Arbaugh; род. 1993 или 1994) — американец, страдающий параличом всего тела ниже шеи. Известен как первый человек с вживлённым в мозг нейрочипом от компании Neuralink, который позволяет ему силой мысли выполнять некоторые бытовые задачи.

## Биография

### Травма
Ноланд Арбо родился в Юме, штат Аризона. Учился и занимался спортом в Техасском университете A&M. 
Летом 2016 года, как и два прошлых сезона, он работал вожатым в летнем лагере Island Lake Camp в Старрукке, штат Пенсильвания. В первый день отпуска он отправился с друзьями искупаться в уже знакомом искусственном озере. Зашёл в воду по пояс, оттолкнулся от дна, поплыл, но подняться на поверхность уже не смог. Его парализовало, после чего он начал тонуть, наглотался воды и потерял сознание.
Его вытащили на берег, где он периодически терял сознание и приходил в себя. В больнице, куда его доставили, диагностировали смещение двух позвонков в шее. Экстренная операция на спинном мозге не помогла вернуть подвижность, и так в возрасте 22 лет Арбо остался полностью парализован.

### Вживление нейрочипа
В сентябре 2023 года друг Нолана рассказал ему о разработке компанией Neuralink, основанной Илоном Маском, «телепатического чипа», который в случае успешного вживления в мозг человека позволит контролировать внешние устройства «силой мысли». С помощью друга Нолан заполнил заявку, через два дня получил ответ от компании и ещё через день прошёл собеседование.
28 января 2024 года Нолану успешно провели операцию по вживлению чипа. В тот же день он общался с Маском по FaceTime. 
Вскоре после операции возникла проблема контактом между электродами и нейронами: 85% из 1024 электродов, собранных в 64 отдельные нити, потеряли связь с мозгом. Агентство Reuters сообщало, что компания знала о проблеме со смещением электродов ещё на этапе испытания на животных. Из ситуации частично вышли повышением чувствительности оставшихся электродов и донастройкой программного обеспечения, интерпретирующего сигналы. В результате Арбо смог достичь тех же результатов, что и в самом начале. В марте Арбо мог играть в шахматы и начал изучать японский. По его словам, он может общаться с друзьями, как раньше, так как печатает с их же скоростью.
Спустя семь месяцев после операции Арбо ежедневно по четыре часа работает с чипом. Он старается улучшить почерк, пишет книги и читает. Он также повторяет материал по математике, чтобы вернуться к учёбе. В будущем он мечтает окончить обучение и внести вклад в нейронауку. После адаптации Нолан с лета 2024 года начал учить японский и французский языки. Он рассказал, что спустя некоторое время после операции показатели устройства ухудшились из-за отхода микроэлектродов, связывающих чип с мозгом, однако проблему удалось решить благодаря перенастройке чипа.